# Dvärgfackla
Dvärgfackla (Aeschynanthus hildebrandtii eller A. andersonii) är en art i familjen gloxiniaväxter som lever naturligt i Myanmar och Thailand. Arten odlas i Sverige som krukväxt.